# Carl Götting
Carl Julius Berthold Götting (* 27. Oktober 1828 in Braunschweig; † 8. Dezember 1899 in Hamburg), auch Carlos Götting, war ein deutscher Kaufmann, Weltreisender und Sammler.

## Leben
Nach einer Sattler- und Tapeziererlehre in Braunschweig legte Götting die Gesellenprüfung ab und ging in den Jahren von 1846 bis 1850 auf Wanderschaft in Deutschland. Vermutlich angeregt durch die Veröffentlichungen des Reiseschriftstellers Friedrich Gerstäcker, wanderte Götting 1850 nach Amerika aus. Über die ersten Jahre im Ausland ist wenig überliefert. Er arbeitete viele Jahre in dem zu seiner Zeit größten Möbel-Geschäft von Carlos Seckel in Valparaiso.

### Der südamerikanische Kaufmann Carlos Götting
Auf Gerstäckers Spuren bereiste er 1856 die Kordilleren, bevor er 1858 in Santiago de Chile seinen Wohnsitz nahm. Er betrieb dort erfolgreich ein Geschäft für Importmöbel und Dekorationsstoffe. Seinen in Carlos geänderten Vornamen behielt er zeitlebens bei. Götting besuchte 1873 erstmals wieder seine Heimatstadt und unternahm in den folgenden drei Jahren ausgedehnte Reisen durch Europa und den Vorderen Orient. Im Jahre 1876 bereiste er die Vereinigten Staaten, im folgenden Jahr Japan und die chinesischen Städte Shanghai, Canton, Hongkong und Macao. Weitere Reisen führten ihn auf die Philippinen, nach Singapur und Indien, bevor er 1878 wieder nach Santiago zurückkehrte.

### Rückkehr nach Europa
Im Jahre 1883 ging Götting endgültig nach Europa zurück und ließ sich in Hamburg nieder. Die von ihm beantragte braunschweigische Staatsangehörigkeit erhielt er 1892. In seinem Sterbejahr 1899 überließ Götting der Stadt Braunschweig seine umfangreiche ethnographische Sammlung, die auch 2.530 Reisefotografien beinhaltet. Durch eine Geldspende von 50.000 Mark ermöglichte Götting die Errichtung des 1906 fertiggestellten Neubaus des Städtischen Museums Braunschweig.

### Die ethnografische Sammlung in Braunschweig
Götting trug auf seinen Reisen mehr als 1.500 völkerkundliche Gegenstände zusammen. Die heute im Besitz des Städtischen Museums Braunschweig befindliche Sammlung umfasst unter anderem peruanische und mexikanische Grabbeigaben, Kunstgegenstände verschiedener südamerikanischer Indianervölker, asiatisches Kunstgewerbe und afrikanische Musikinstrumente.
Vom 8. Oktober 2006 bis zum 14. Januar 2007 zeigte das Städtische Museum Braunschweig eine 250 Objekte umfassende Ausstellung aus der Sammlung Götting.
Nach Carlos Götting ist die Göttingstraße in Braunschweig benannt.